# Gitanopsis fucatosquamosa
Gitanopsis fucatosquamosa is een vlokreeftensoort uit de familie van de Amphilochidae. De wetenschappelijke naam van de soort is voor het eerst geldig gepubliceerd in 1994 door Rauschert.